# Campeonato de Futsal de la OFC 2013
El Campeonato de Futsal de la OFC 2013 fue la novena edición de dicho torneo, disputado en el Trusts Arena de Auckland, Nueva Zelanda. Comenzó el 23 y finalizó el 27 de julio. Participaron ocho selecciones, las Islas Salomón, Nueva Caledonia, Nueva Zelanda, Tahití, Vanuatu, dos selecciones miembros de la AFC, Australia y Malasia y Nueva Zelanda Local, un combinado compuesto por jugadores neozelandeses que participaban en la ASB National Futsal League. El torneo no funcionó como clasificación para el Campeonato Mundial de fútbol sala de la FIFA 2016, sino como una manera de darle rodaje a las selecciones oceánicas.
El torneo constó en dos grupos de cuatro equipos cada uno. Los dos primeros de cada grupo avanzaron a las semifinales, y los ganadores de éstas jugarán la final, mientras que los perdedores definieron el tercer puesto en otro partido. Los terceros de cada grupo disputaron el quinto lugar en un único partido, al igual que los cuartos con el séptimo.
Finalmente, Australia, uno de los invitados de la AFC, se coronó campeón al vencer en la final 5-1 a Malasia.

## Participantes
| Australia     | Islas Salomón       | Malasia | Nueva Caledonia |
| Nueva Zelanda | Nueva Zelanda Local | Tahití  | Vanuatu         |

## Resultados

### Primera Fase

#### Grupo A
| Equipo          | Pts | PJ | PG | PE | PP | GF | GC | Dif |
| --------------- | --- | -- | -- | -- | -- | -- | -- | --- |
| Malasia         | 9   | 3  | 3  | 0  | 0  | 19 | 5  | 14  |
| Nueva Zelanda   | 6   | 3  | 2  | 0  | 1  | 15 | 12 | 3   |
| Islas Salomón   | 3   | 3  | 1  | 0  | 2  | 11 | 15 | -4  |
| Nueva Caledonia | 0   | 3  | 0  | 0  | 3  | 9  | 22 | -13 |

| 23 de julio de 2013 | Nueva Caledonia                                          | 3:8 (2:5) | Malasia                                                                                                   | Trusts Arena, Auckland          |                                 |
|                     | Paulet 19 PT' · Parawai 20 PT' · Pourouoro 13 ST' (pen.) | Reporte   | Hasan 2 PT' 11 ST' · Zahari 7 PT' · Zamri 12 PT' 11 ST' · Abdul Kadir 16 PT' · Ali 20 PT' · Bahrin 14 ST' | Árbitro(s): Campbell-Kirk Waugh | Árbitro(s): Campbell-Kirk Waugh |

| 23 de julio de 2013 | Islas Salomón                                   | 3:7 (0:3) | Nueva Zelanda                                                     | Trusts Arena, Auckland     |                            |
|                     | Osifelo 20 ST' · Bule 20 ST' · Lea'alafa 20 ST' | Reporte   | Manickum 4 PT' 20 PT' 3 ST' 5 ST' · Vaughan 13 ST' · Osman 19 ST' | Árbitro(s): Amitesh Behari | Árbitro(s): Amitesh Behari |

| 24 de julio de 2013 | Islas Salomón                                                                             | 7:4 (4:2) | Nueva Caledonia                                         | Trusts Arena, Auckland     |                            |
|                     | Osifelo 9 PT' 7 ST' · Makau 13 PT' · Bule 16 PT' · Ragomo 19 PT' 18 ST' · Lea'alafa 3 ST' | Reporte   | Waima 14 PT' · Pourouoro 19 PT' 9 ST' · Saihuliwa 5 ST' | Árbitro(s): Chris Sinclair | Árbitro(s): Chris Sinclair |

| 24 de julio de 2013 | Malasia | 7:1 (4:1) | Nueva Zelanda   | Trusts Arena, Auckland    |                           |
|                     | Mohd Bahrin 9 PT' 4 ST' · Zamri 11 PT' · Mohd Ali 12 PT' · Hasan 20 PT' (pen.) · Ambiah 3 ST' · Mohamad 6 ST' | Reporte   | Manickum 20 PT' | Árbitro(s): Darius Turner | Árbitro(s): Darius Turner |

| 25 de julio de 2013 | Nueva Zelanda                                                                                           | 7:2 (4:2) | Nueva Caledonia                        | Trusts Arena, Auckland     |                            |
|                     | Burns 2 PT' 6 PT' · Kaouwi 9 PT' (a.g.) · Manickum 20 PT' 3 ST' · Eakins 20 ST' (pen.) · Sinkora 20 ST' | Reporte   | Paulet 7 PT' · Pourouoro 16 PT' (pen.) | Árbitro(s): Amitesh Behari | Árbitro(s): Amitesh Behari |

| 25 de julio de 2013 | Malasia                                                          | 4:1 (3:0) | Islas Salomón    | Trusts Arena, Auckland     |                            |
|                     | Osifelo 14 PT' (a.g.) · Mohd Bahrin 15 PT' 17 PT' · Zahari 5 ST' | Reporte   | Lea'alafa 11 ST' | Árbitro(s): Chris Sinclair | Árbitro(s): Chris Sinclair |

#### Grupo B
| Equipo              | Pts | PJ | PG | PE | PP | GF | GC | Dif |
| ------------------- | --- | -- | -- | -- | -- | -- | -- | --- |
| Australia           | 9   | 3  | 3  | 0  | 0  | 17 | 1  | 16  |
| Tahití              | 6   | 3  | 2  | 0  | 1  | 7  | 5  | 2   |
| Vanuatu             | 3   | 3  | 1  | 0  | 2  | 11 | 15 | -4  |
| Nueva Zelanda Local | 0   | 3  | 0  | 0  | 3  | 4  | 18 | -14 |

| 23 de julio de 2013 | Tahití                                                | 5:3 (1:1) | Vanuatu                                   | Trusts Arena, Auckland     |                            |
|                     | Tino 1 PT' 12 ST' 17 ST' 20 ST' (pen.) · Kaiha 18 ST' | Reporte   | Iasi 10 PT' · Hungai 5 ST' · Avock 13 ST' | Árbitro(s): Ryan Shepheard | Árbitro(s): Ryan Shepheard |

| 23 de julio de 2013 | Nueva Zelanda Local | 0:9 (0:3) | Australia | Trusts Arena, Auckland |                        |
|                     |                     | Reporte   | Symington 2 PT' 7 ST' · Cooper 8 PT' · Musumeci 19 PT' 13 ST' 14 ST' · Seeto 3 ST' · Fulton 14 ST' · Zeballos 18 ST' | Árbitro(s): Rex Kamusu | Árbitro(s): Rex Kamusu |

| 24 de julio de 2013 | Tahití                         | 2:0 (1:0) | Nueva Zelanda Local | Trusts Arena, Auckland  |                         |
|                     | Faarahia 6 PT' · Kavera 16 ST' | Reporte   |                     | Árbitro(s): Jainut Dean | Árbitro(s): Jainut Dean |

| 24 de julio de 2013 | Australia                                                           | 6:1 (1:0) | Vanuatu   | Trusts Arena, Auckland     |                            |
|                     | Fogarty 8 PT' 9 ST' 11 ST' 15 ST' · Symington 3 ST' · Cooper 19 ST' | Reporte   | Tho 4 ST' | Árbitro(s): Amitesh Behari | Árbitro(s): Amitesh Behari |

| 25 de julio de 2013 | Vanuatu                                                                      | 7:4 (4:1) | Nueva Zelanda Local                                                  | Trusts Arena, Auckland |                        |
|                     | Rakom 1 PT' 4 PT' 9 ST' · Hungai 3 PT' 4 PT' · Dominique 4 ST' · John 11 ST' | Reporte   | Edridge 3 PT' · Compaan 5 ST' · Fischer 11 ST' · Ashby-Peckam 14 ST' | Árbitro(s): Rex Kamusu | Árbitro(s): Rex Kamusu |

| 25 de julio de 2013 | Australia                       | 2:0 (0:0) | Tahití | Trusts Arena, Auckland          |                                 |
|                     | Bea 7 ST' (a.g.) · Cooper 9 ST' | Reporte   |        | Árbitro(s): Campbell Kirk-Waugh | Árbitro(s): Campbell Kirk-Waugh |

### Segunda Fase

#### Séptimo puesto
| 26 de julio de 2013 | Nueva Caledonia                | 2:4 (2:2) | Nueva Zelanda Local                                     | Trusts Arena, Auckland    |                           |
|                     | Parawi 1 PT' · Saihuliwa 7 PT' | Reporte   | Kamri 4 PT' 11 PT' · Ashby-Peckam 5 ST' · Webber 20 ST' | Árbitro(s): Darius Turner | Árbitro(s): Darius Turner |

#### Quinto puesto
| 26 de julio de 2013 | Islas Salomón | 11:5 (6:1) | Vanuatu                                                      | Trusts Arena, Auckland     |                            |
|                     | Bule 4 PT' 16 PT' 7 ST' 16 ST' · Fa'arodo 6 PT' 20 PT' · Stevenson 6 PT' 15 PT' · Ragomo 3 ST' · Makau 8 ST' · Lea'alafa 19 ST' | Reporte    | Tho 19 PT' · Hungai 3 ST' 15 ST' · John 4 ST' · Rakom 17 ST' | Árbitro(s): Ryan Shepheard | Árbitro(s): Ryan Shepheard |

#### Semifinales
| 26 de julio de 2013 | Malasia                                   | 3:3 (2:2, 2:2) (t. s.)(4:3 p.) | Tahití                                        | Trusts Arena, Auckland |                        |
|                     | Mohamad 4 PT' 11 PT' · Bahrin 5 PT extra' | Reporte                        | Tino 2 PT' · Tutavae 4 PT' · Tave 1 ST extra' | Árbitro(s): Rex Kamusu | Árbitro(s): Rex Kamusu |
|                     |                                           | Tiros desde el punto penal     |                                               |                        |                        |
|                     | Hasan · Zamri · Zahari · Fazdil · Mohamad |                                | Toofa · Tave · Kaiha · Kavera · Tino          |                        |                        |

| 26 de julio de 2013 | Australia              | 2:0 (1:0) | Nueva Zelanda | Trusts Arena, Auckland     |                            |
|                     | Zeballos 20 PT' 20 ST' | Reporte   |               | Árbitro(s): Amitesh Behari | Árbitro(s): Amitesh Behari |

#### Tercer puesto
| 27 de julio de 2013 | Tahití | 0:1 (0:1) | Nueva Zelanda | Trusts Arena, Auckland     |                            |
|                     |        | Reporte   | Burns 5 PT'   | Árbitro(s): Ryan Shepheard | Árbitro(s): Ryan Shepheard |

#### Final
| 27 de julio de 2013 | Malasia           | 1:5 (1:1) | Australia                                                                | Trusts Arena, Auckland          |                                 |
|                     | Abdul Kadir 2 PT' | Reporte   | Symington 11 PT' · Cooper 9 ST' · Giovenali 16 ST' · Seeto 17 ST' 20 ST' | Árbitro(s): Campbell Kirk-Waugh | Árbitro(s): Campbell Kirk-Waugh |

| Bandera de Australia        |
| Campeón Australia 5º título |